# 1793년 5월 31일 봉기
1793년 5월 31일 – 6월 2일 봉기(프랑스어: Journées du 31 mai et du 2 juin 1793, 직역: '1793년 5월 31일에서 6월 2일까지의 날')는 프랑스 혁명 중에 파리 코뮌이 지롱드파의 대의원 22명과 12인 위원회 위원들을 혁명재판소에 회부할 것을 요구하면서 시작되었다. 장폴 마라는 1월에 루이 16세의 처형에 반대 투표를 하고 그 이후로 국민공회를 마비시켰던 대의원들에 대한 공격을 주도했다. 이 봉기는 수천 명의 무장 시민들이 코뮌이 고발한 대의원들을 넘겨주도록 강요하기 위해 국민공회를 포위하면서 끝났다. 이 봉기는 상퀼로트, 자코뱅파, 산악파의 압력으로 29명의 지롱드파와 2명의 장관이 몰락하는 결과를 초래했다.
그 영향과 중요성 때문에 이 봉기는 바스티유 습격과 8월 10일 사건에 이어 프랑스 혁명의 3대 민중 봉기 중 하나로 기록된다. 주요 공모자들은 앙라제: 클로드에마뉘엘 돕센과 장프랑수아 바를레였다. 장니콜라 파슈와 피에르 가스파르 쇼메트가 국민공회로 향하는 행진을 이끌었다.

## 배경
입법 의회 정부(1791년 10월 – 1792년 9월) 기간 동안 지롱드파는 프랑스 정치를 지배했다. 8월 10일 사건과 1792년 9월 국민공회 시작 이후, 지롱드파(약 150명)는 국민공회의 또 다른 주요 파벌인 산악파(약 120명)보다 더 많았다. 대부분의 내각은 지롱드파의 친구나 동맹국들의 손에 있었고, 주 행정부와 지방은 그들의 통제하에 남아 있었다.
국민공회는 8월 10일 봉기가 1791년 헌법을 거부했기 때문에 새 헌법을 발표할 것으로 예상되었다. 그러나 1793년 봄까지 국민공회는 대신 내전, 임박한 침략, 어려움, 그리고 위험을 다루고 있었다.

## 위기를 향하여

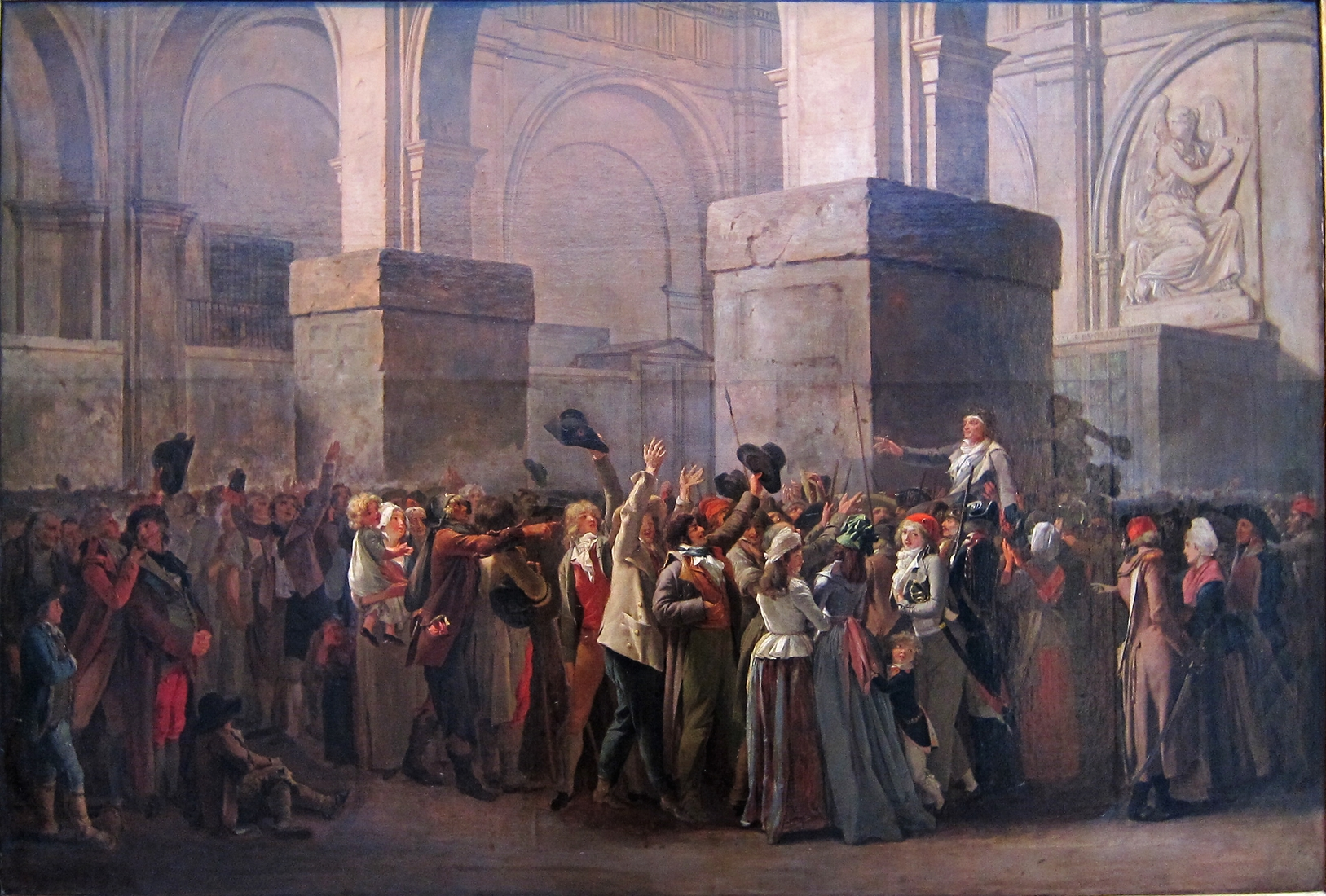
마라의 승리, 루이레오폴 부이 작, 1794

5월 26일, 1주일간의 침묵 끝에 막시밀리앵 드 로베스피에르는 그의 경력 중 가장 결정적인 연설 중 하나를 했다. 그는 자코뱅 클럽에서 "부패한 대의원들에 대항하여 봉기하라"고 공개적으로 요구했다. 막시맹 이스나르는 국민공회가 어떤 폭력에도 영향을 받지 않을 것이며 파리는 프랑스 다른 지역의 대표들을 존중해야 한다고 선언했다. 국민공회는 로베스피에르의 말을 듣지 않기로 결정했다. (전체 토론 동안 로베스피에르는 갤러리에 앉아 있었다.) 분위기는 매우 격렬해졌다. 일부 대의원들은 이스나르가 파리에서 내전을 선언할 경우 죽이려 했고; 의장은 자리를 내어달라는 요청을 받았다.
국민공회는 압력에 굴복하여 5월 27일, 클로드에마뉘엘 돕센과 장프랑수아 바를레를 체포된 지 3일 만에 석방했다. 5월 28일, 약해진 로베스피에르는 자신의 신체 상태에 대해 두 번 사과했지만, 특히 왕당주의의 자크 피에르 브리소를 공격했다. 그는 그들의 관점이 갈라진 1792년 7월 25일을 언급했다. 로베스피에르는 왼쪽의 박수를 받으며 국민공회를 떠나 시청으로 갔다. 거기서 그는 국민공회 다수에 대항하는 무장 봉기를 촉구했다. 그는 "코뮌이 인민과 긴밀히 단결하지 않으면, 그것은 가장 신성한 의무를 위반하는 것이다"라고 말했다. 오후에 코뮌은 파리를 방어할 20,000명을 포함하여 프랑스 모든 도시에서 상퀼로트로 구성된 혁명군을 창설할 것을 요구했다. 역사가 프랑수아 미녜에 따르면 5월 29일은 민심을 준비하는 데 사용되었다.

## 목요일, 5월 30일

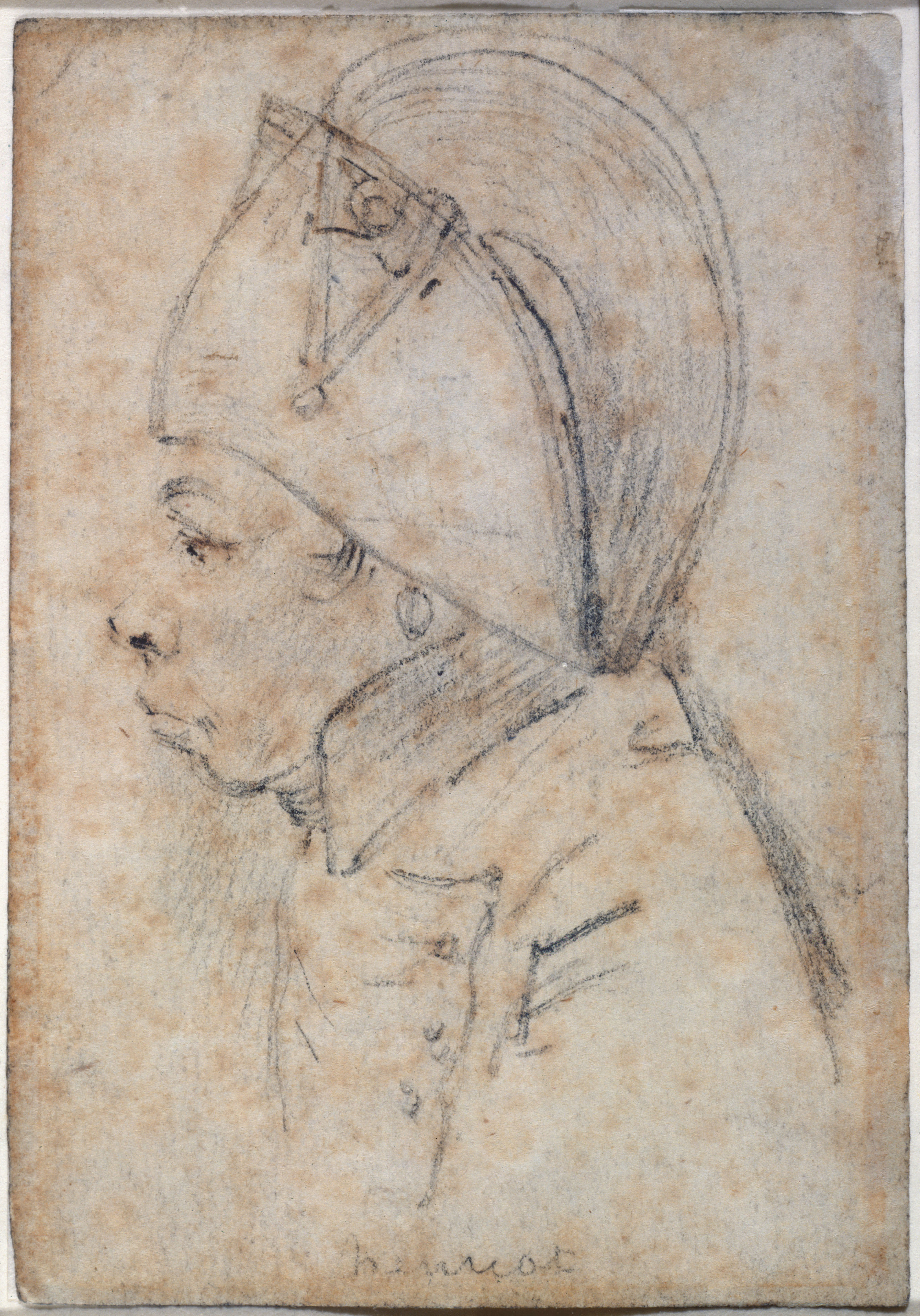
프랑수아 앙리오, 상퀼로트 부대장(무페타르 거리); 가브리엘의 그림, 카르나발레 박물관 소장

33개 구역을 대표하는 대의원들은 에베셰(노트르담 대성당 뒤편 주교궁)에 모여 귀족 파벌과 자유 억압에 대항하는 봉기 상태를 선언했다. 바를레와 돕센을 포함한 9인 위원회가 반란을 이끌도록 임명되었다.
같은 날, 여러 신규 위원들이 공안위원회 (프랑스 혁명)에 추가되었다: 루이 앙투안 레옹 드 생쥐스트, 조르주 오귀스트 쿠통, 그리고 에로 드 세셸. 파리 데파르트망은 운동에 지지를 표했고, 각 구역의 이름으로 프랑수아 앙리오는 국민공회의 부의장에 의해 파리 국민위병의 "총사령관"으로 임명되었다. 오후 3시, 노트르담의 종이 울리고, 거리에는 바리케이드가 세워지고 도시 성문은 닫혔다. 봉기는 에베셰 위원회(주교궁 위원회)에 의해 지휘되었다.

## 금요일, 5월 31일

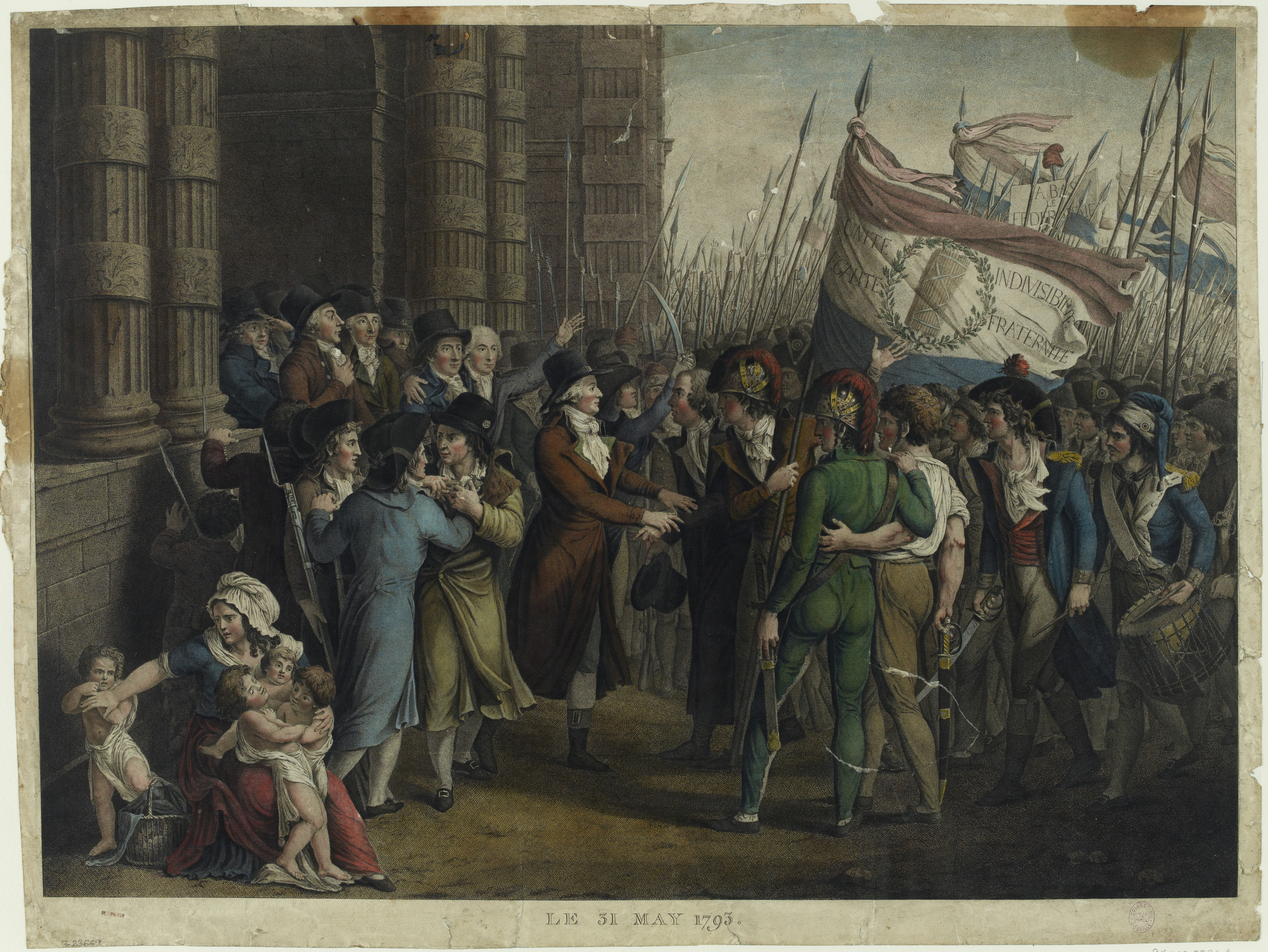
1793년 5월 31일부터 6월 2일까지 파리 상퀼로트의 봉기. 장면은 튀일리 궁전의 대의원 회의장 앞에서 일어난다. 마리장 에로 드 세셸과 피에르 베르니오가 묘사되어 있다.

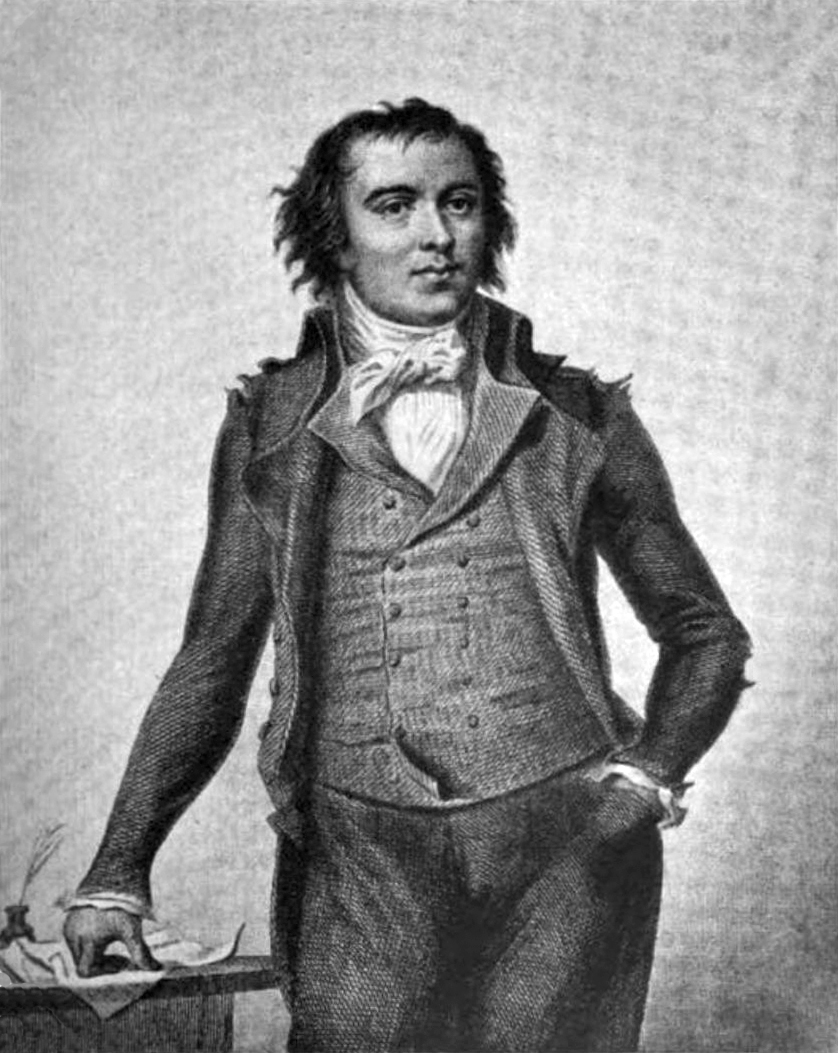
피에르 베르니오

오전 6시, 돕센이 이끄는 33개 구역 대표들이 경고포를 발사하고, 오텔 드 빌에 나타나, 위원들이 자신들에게 부여한 전권을 보여주고, 자리를 비웠던 코뮌 위원들을 해산시켰다. 혁명 대표들은 코뮌의 기능을 임시로 복구하고, 코뮌의 총평의회를 해산하며, 즉시 재구성하여 위원들에게 새로운 선서를 요구했다. 장니콜라 파슈 시장은 해임되거나 거부되었다. 그들은 피에르 앙리 엘렌 마리 르브룅통뒤, 에티엔 클라비에르, 장마리 롤랑 드 라 플라티에르의 체포를 명령했다.
오텔 드 빌에 자리 잡은 봉기 위원회는 코뮌이 취할 조치를 지시했다. 그들은 앙리오를 파리 국민위병의 유일한 총사령관으로 임명하는 것을 확보했다. 무장한 빈곤한 국민위병들은 하루에 40 수를 받도록 결정되었다. 데파르트망 회의에 의해 소집된 파리 당국 회의는 코뮌 및 자코뱅파 회의의 대표들이 추가되어 그 수가 21명으로 늘어난 봉기 위원회와 협력하기로 결의했다.
총평의회는 노트르담의 종이 울리지 않도록 명령했다. 노동자들이 일하고 있었기 때문에 구역들은 매우 더디게 움직였다. 앙리오는 경고 신호로 퐁뇌프에서 대포를 발사하라고 명령했다. 국민공회가 소집되었을 때, 조르주 당통은 연단으로 달려가 이렇게 말했다고 한다.
12인 위원회를 해체하라! 대포 소리를 들었을 것이다. 지롱드파는 국민공회의 승인 없이 도시 성문 폐쇄, 경종 발사, 경고포 발사에 항의했다. 베르니오는 앙리오를 체포할 것을 제안했다. 로베스피에르는 12인 위원회 설치를 지지했던 지롱드파를 체포할 것을 촉구했다.

오전 10시경, 12,000명의 무장 시민들이 지롱드파 대의원들의 체포에 맞서 국민공회를 보호하기 위해 나타났다. 오후 5시경, 각 구역과 코뮌의 청원자들이 국민공회 의원석에 나타났다. 그들은 22명의 지롱드파 대의원과 12인 위원회 위원들을 혁명재판소에 회부하고, 중앙 혁명군을 창설하며, 빵 가격을 파운드당 3 수로 고정하고, 군대에서 고위직을 맡은 귀족들을 해고하며, 상퀼로트 무장을 위한 무기고를 만들고, 프랑스의 데파르트망을 숙청하고, 용의자들을 체포하며, 투표권을 일시적으로 상퀼로트에게만 부여하고, 조국을 수호하는 자들의 친척과 노약자 구제를 위한 기금을 마련할 것을 요구했다.
청원자들은 의회장으로 들어가 산악파 의원들 옆에 앉았다. 로베스피에르는 연단에 올라 위원회 해산을 지지했다. 피에르 베르니오가 연설을 마치라고 요구하자, 로베스피에르는 그를 향해 돌아서서 이렇게 말했다고 한다.
네, 마치겠습니다. 하지만 당신들에게 반대해서 마칠 겁니다! 8월 10일 혁명 이후 혁명을 주도한 자들을 처형대으로 보내려 했던 당신들에게 반대해서! 파괴를 선동하는 것을 멈추지 않았던 당신들에게 반대해서! 폭군을 구하려 했던 당신들에게 반대해서! 뒤무리에와 공모했던 당신들에게 반대해서! ... 좋습니다, 제 결론은 뒤무리에의 모든 공범들과 청원자들이 언급한 모든 이들을 기소하는 것입니다...

이 말에 베르니오는 답하지 않았다. 국민공회는 12인 위원회를 해산하고 코뮌의 조례를 승인하여, 무장 노동자들에게 하루 2 리브르를 지급하도록 했다. 그러나 5월 31일의 봉기는 불만족스럽게 끝났다. 그날 저녁 코뮌에서 쇼메트와 돕센은 바를레에게 약하다고 비난받았다. 로베스피에르는 연단에서 5월 31일의 'journée'만으로는 충분하지 않다고 선언했다. 자코뱅파 클럽에서 자크니콜라 비요바렌은 "우리 조국은 구원받지 못했습니다. 취해야 할 중요한 공공 안전 조치들이 있었습니다. 오늘이야말로 파벌주의에 대한 최후의 일격을 가했어야 했습니다"라고 말하며 그 감정을 되풀이했다고 한다. 코뮌은 자신들이 속았다고 선언하며 혁명의 "보충"을 요구하고 준비했다.

## 토요일, 6월 1일

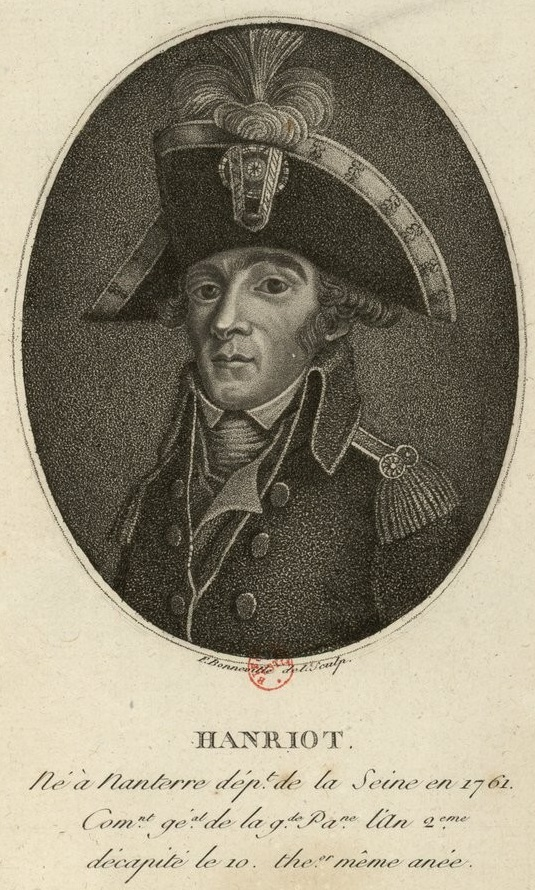
프랑수아 앙리오

토요일에 코뮌은 거의 하루 종일 방데주로의 대규모 이동 준비에 전념했다고 역사가 프랑수아 미녜는 기록했다. 국민위병은 무장 상태를 유지했다. 장폴 마라는 오텔 드 빌로 가서 장엄하게 "조언"을 사람들에게 주었다. 즉, 승리할 때까지 준비 상태를 유지하고 떠나지 말라는 것이었다. 그는 시청 종탑에 올라 경종을 울렸다. 국민공회는 오후 6시에 회의를 중단했는데, 이때 코뮌은 22명의 지롱드파에 반대하는 새로운 청원서를 제출할 예정이었다. 경종 소리에 다시 모인 국민공회는 지롱드파 체포를 요구하는 청원서를 공안위원회에 회부하여 3일 이내에 검토하고 보고하도록 했다. 국민공회는 앙리오에게 "존경할 만한 무장 병력으로" 국민공회를 포위하라고 명령했다.
저녁에는 40,000명의 남성이 국민궁전을 포위하여 의원들의 체포를 강제했다. 오후 9시에 앙리 그레구아르가 의장을 맡은 국민공회가 회의를 시작했다. 마라는 지롱드파 의원들에 대한 공격을 이끌었는데, 이들은 1월에 국왕의 즉각적인 처형에 반대 투표를 했고 그 이후로 국민공회를 마비시켰다. 여러 명은 4월 초 망명 이후 혁명의 반역자로 간주된 뒤무리에 장군과 서신을 주고받았다는 혐의를 받았다. 공안위원회는 마라가 하루 안에 결정을 요구했음에도 불구하고 피고인 의원들에 대한 결정을 3일 뒤로 연기했다. 결과에 만족하지 못한 코뮌은 혁명에 대한 "보충"을 요구하고 준비했다.
6월 1일에서 2일 밤 동안 봉기위원회는 코뮌과의 합의에 따라 앙리오에게 "국민공회가 파리 시민들의 요구를 수락하지 않을 경우, 당파의 우두머리들이 낮에 체포될 수 있도록 충분한 무장 병력으로 국민공회를 포위하라"고 명령했다. 지롱드파 신문을 폐쇄하고 편집자들을 체포하라는 명령이 내려졌다. 봉기위원회는 장마리 롤랑 장관과 에티엔 클라비에르 장관의 체포를 명령했다. 그날 밤, 작가 오토 플라케에 따르면 파리는 군사 캠프로 변했다.

## 일요일, 6월 2일

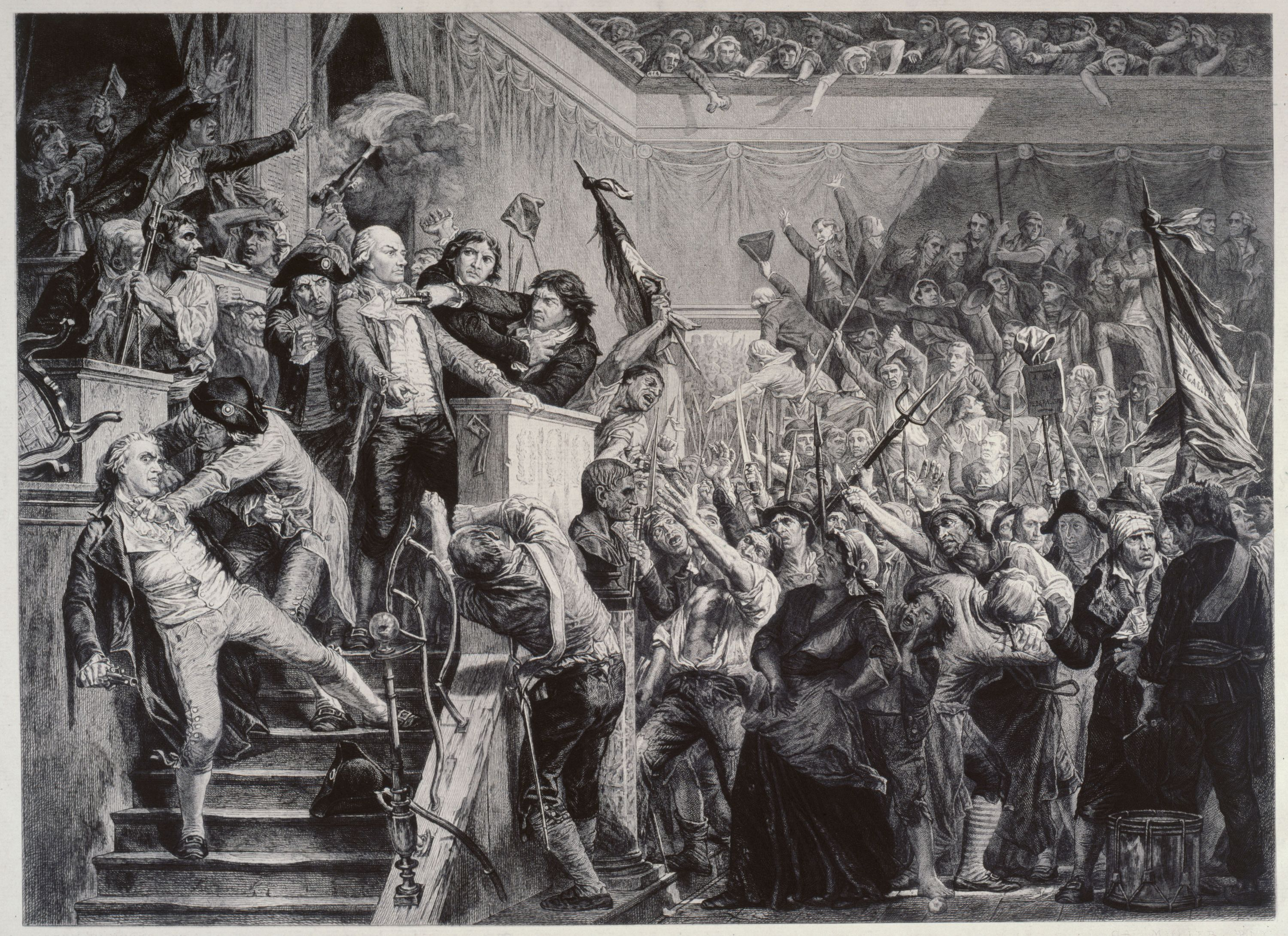
1793년 6월 2일 연단에서 연설하는 랑쥐네

일요일, 앙리오는 국민위병을 시청에서 국민궁전으로 행진시키라는 명령을 받았다. 국민공회는 앙리오를 초청했고, 그는 자신의 병사들이 모두 준비되어 있다고 말했다. 아침에 역사가 미녜와 루이 마들랑에 따르면, 대규모의 무장 시민(일부는 8만–10만 명으로 추정했으나, 당통은 3만 명에 불과하다고 보았다)이 48문의 포병과 함께 국민공회를 포위했다. 앙리오가 말했다고 전해지는 바에 따르면, "무장 부대는 국민공회가 코뮌이 고발한 대의원들을 인민에게 넘겨줄 때까지 물러나지 않을 것입니다." 공안위원회는 어떻게 대응해야 할지 몰랐다. 지롱드파는 법에 의해 보호받는다고 믿었지만, 갤러리에 있는 사람들은 그들의 체포를 요구했다. 모든 방향에서 총검과 창에 직면한 300명의 대의원들은 회의실로 돌아와 불가피한 상황에 굴복했다. 이름들을 뒤섞은 후 22명의 지롱드파가 하나씩 체포되었다. 그들은 결국 31명의 대의원이 구금되지 않고 헌병의 감시 하에 가택 연금될 것이라고 결정했다.

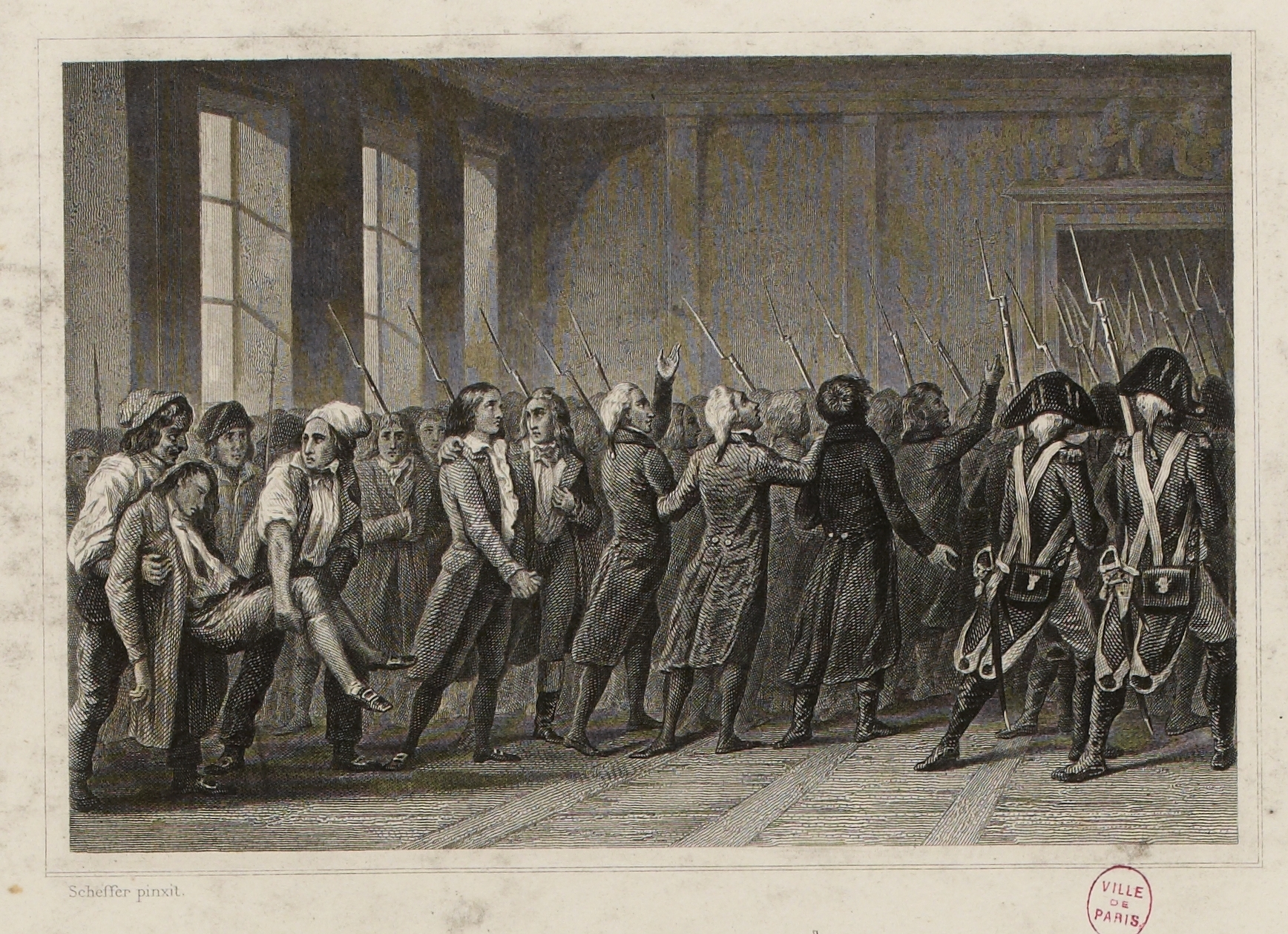
1793년 6월 2일 국민공회에서 지롱드파가 체포되다

장드니 랑쥐네가 막 연설을 끝냈을 때, 반란 청원자들이 그의 체포와 동료들의 체포를 요구하러 왔다. 한 청원자는 "시민 여러분,"이라고 말하며, "인민은 자신들의 행복이 계속 미뤄지는 것에 지쳤습니다; 다시 한번 당신들의 손에 맡깁니다; 그들을 구원하시거나, 우리는 그들이 스스로를 구원할 것이라고 선언합니다."라고 말했다고 한다. 이 요구는 다시 공안위원회로 회부되었다.
청원자들은 국민공회를 향해 주먹을 흔들며 "무장하라!"고 외치며 나갔다. 앙리오는 국민위병에게 어떤 의원도 출입시키지 말라는 엄명을 내렸다. 공안위원회를 대표하여 평원파 의원 베르트랑 바레르는 타협안을 제안했다: 22명과 12명은 체포되지 않고, 대신 자발적으로 직무 수행을 중단할 것을 요청받을 것이다. 체포된 지롱드파 이스나르와 클로드 포셰 (혁명가)는 즉시 복종했다. 다른 이들은 거부했다. 이 와중에 산악파 의원 샤를프랑수아 들라크루아가 국민공회로 달려와 연단으로 서둘러가 문에서 모욕을 당했고, 나가는 것을 거부당했으며, 국민공회는 더 이상 자유롭지 않다고 선언했다. 많은 산악파 의원들은 앙리오와 그의 군대에 대한 분노를 표출했다. 당통은 국가적 명예에 대한 이러한 모욕에 강력히 복수해야 한다고 말했다. 바레르는 국민공회 의원들이 국민들에게 자신을 드러낼 것을 제안했다. "대표 여러분," 그는 말했다고 전해진다, "당신들의 자유를 옹호하십시오; 회의를 중단하고; 당신들을 둘러싼 총검을 내리도록 하십시오."
바레르의 재촉으로 국민공회 전체는 산악파 좌파를 제외하고, 의장인 에로 드 세셸이 이끌고, 그들을 둘러싼 강철의 벽을 뚫고 나가려 했다. 카루젤 광장의 문에 도착했을 때, 그들은 앙리오가 칼을 손에 들고 말 위에 있는 것을 발견했다. 에로 드 세셸은 "인민이 무엇을 요구하는가?"라고 물으며, "국민공회는 그들의 행복 증진에 전적으로 전념하고 있습니다"라고 덧붙였다고 한다. 앙리오는 "에로,"라고 답하며, "인민은 구절을 들으러 온 것이 아니다; 그들은 스물네 명의 배신자를 넘겨줄 것을 요구한다."고 말했다고 한다. "우리 모두를 넘겨줘라!"라고 의장을 둘러싼 사람들이 소리쳤다고 한다. 앙리오는 그의 병사들을 향해 돌아서서 "틀:프랑스어!" ("포수들, 발사!")라고 명령했다. 두 개의 포가 국민공회를 향했고, 대의원들은 정원으로 물러나 여러 지점에서 출구를 찾았지만 모든 출구가 경비되고 있음을 알았다.
대의원들은 궁전 주변을 돌며 사방의 총검에 저지당하다가 결국 돌아와 굴복했다. 소리치는 마라가 대의원들을 회의실로 돌아가도록 강요했다. 다음 날, 내무부 장관 도미니크 조제프 가라는 당통에게 전날 밤의 사건을 부인하도록 강요했다. 쿠통의 동의로 국민공회는 29명의 지롱드파 의원과 클라비에르, 르브룅통뒤 장관의 정직 및 헌병 감시 하의 가택 연금(arrestation chex eux)을 의결했다.

## 여파

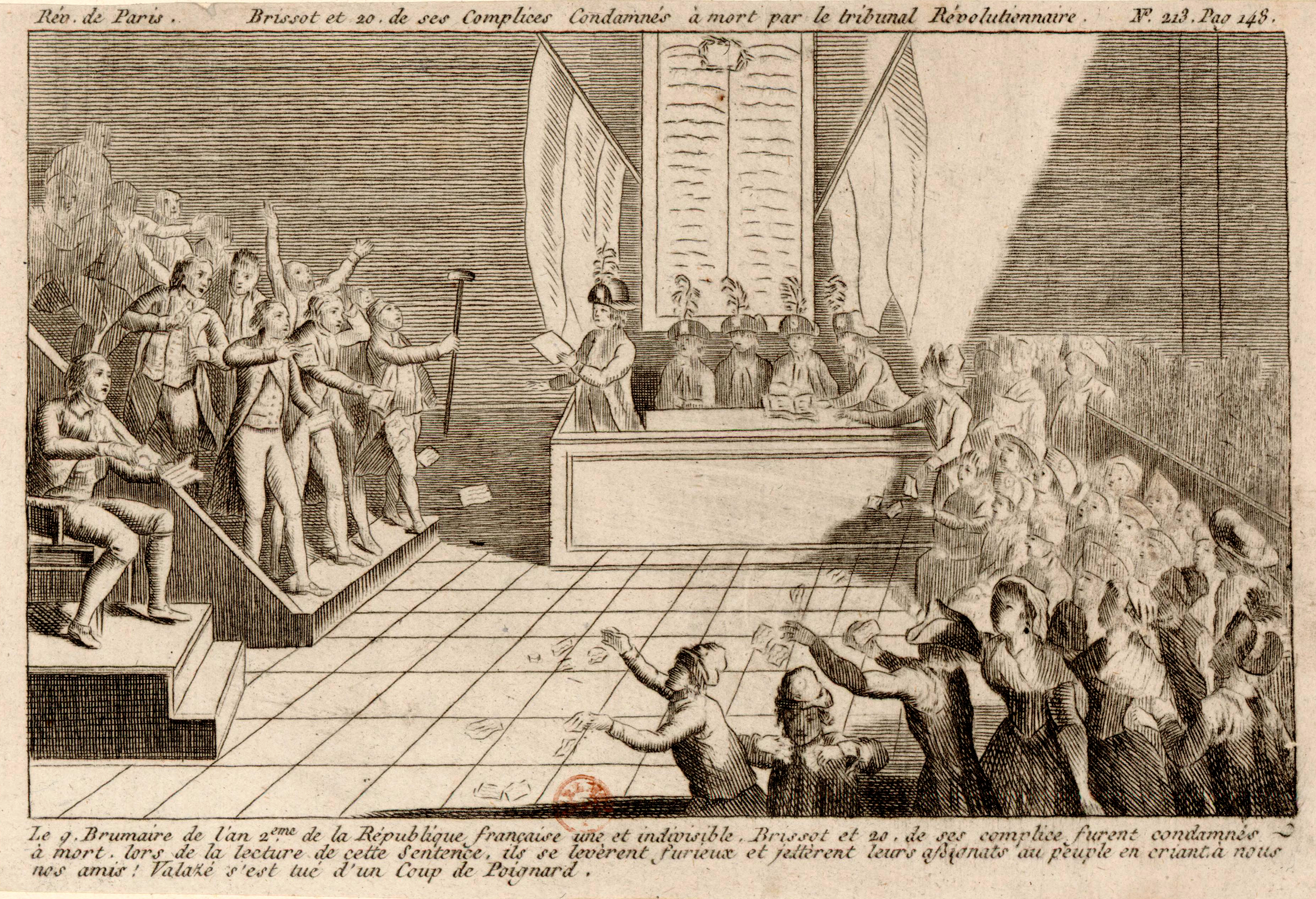
브리소와 그의 공범 20명이 혁명재판소에서 사형 선고를 받다

6월 3일, 국민공회는 에미그레 소유의 토지를 분할하여 농민들에게 판매하기로 결정했고, 곡물 가격 상한제가 도입되었으며, 혁명군이 조직되고, 모든 시민이 무장하게 되었다. 로베스피에르는 흑인 노예제 폐지 법령을 지지하기 위해 자코뱅 클럽 회의에 참석했다. 1793년 여름 동안, 정부 권력은 임시 공안위원회로 넘어갔고, 자코뱅 제1공화국은 혁명의 적들에 대한 공세를 시작했다.
22명의 재판은 1793년 10월 24일 혁명재판소에서 시작되었다. 판결은 이미 정해져 있었다. 10월 31일, 그들은 단두대로 끌려갔다. 선고를 들은 후 전날 자살한 샤를 엘레오노르 뒤프리슈 드 발라제를 포함하여 그들 모두의 목을 자르는 데 36분이 걸렸다. 봉기에 반대 투표한 73명의 대의원은 1793년 12월 8일에 다시 복직된 것으로 보인다.

## 내용주
1. ↑  19명의 지롱드파, 12인 위원회 위원 10명, 그리고 르브룅통뒤와 클라비에르 두 장관.
2. ↑  미녜의 인용은 앙리오의 답변을 완화한 버전이다. 역사가 데이비드 벨은 데이비드 앤드레스의 저서 "공포: 혁명 프랑스의 무자비한 자유 전쟁"에 대한 그의 서평 "젊었을 때의 공포"에서 동일한 답변의 더 가혹한 버전을 제시한다: "네 빌어먹을 대통령에게 그와 그의 의회가 망했다는 것을 전하고, 한 시간 안에 스물두 명을 내게 넘겨주지 않으면 내가 그곳을 완전히 날려버릴 것이라고 말해라." 그의 견해(데이비드 벨의)로는 "이러한 말은 상퀼로트 사령관 앙리오가 실제로 대포를 손에 들고 외친 것으로, 프랑스의 싹트던 민주주의가 죽음을 맞이했다"는 것이며, 심지어 그 언어 자체도 이를 강조한다. 프랑수아 퓌레에게 그것은 "국민 대표와 빈곤 계층의 야만적인 힘과 그들의 총포에 의해 의인화된 직접 민주주의 간의 대결"이었다.[36]
3. ↑  루이 16세의 처형에 반대 투표한 29명의 지롱드파 의원이 체포되었다 (그중 절반은 기사가 있다): 바르바루, 브리소, 뷔조, 장소네, 고르사스, 가데, 랑쥐네, 라수르스, 르사주, 루베, 페티옹, 베르니오, 앙리라리비에르, 라보.